# Biyémi Brigitte Brym
Biyémi Brigitte Brym, née en 1931 à Lomé, aussi connue sous le nom de Biyémi Brigitte Brym-Kekeh après son mariage, est une avocate togolaise. Elle est la première femme magistrate du Togo,.

## Biographie

### Enfance et formations
Biyémi Brigitte Brym-Kekeh est née en 1931. Elle fait ses études primaires et secondaires à Lomé à l’école primaire supérieure, devenue lycée Bonnecarrère.

#### Carrière
Biyémi Brigitte Brym-Kekeh commence à exercer entre 1960 et 1961. Elle occupe au cours de sa carrière les postes de présidente de la Cour suprême et est également ministre.

## Décorations
- Commandeur de l'ordre du Mono (1982)[4]